# Rotterdam Open 2024 - Qualificazioni singolare
Le qualificazioni del singolare del Rotterdam Open 2024 sono state un torneo di tennis preliminare per accedere alla fase finale della manifestazione. I vincitori dell'ultimo turno sono entrati di diritto nel tabellone principale. In caso di ritiro di uno o più giocatori aventi diritto a questi sono subentrati i lucky loser, ossia i giocatori che hanno perso nell'ultimo turno ma che avevano una classifica più alta rispetto agli altri partecipanti che avevano comunque perso nel turno finale.

## Teste di serie
1. Luca Van Assche (primo turno)
2. Márton Fucsovics (ritirato)
3. Hugo Gaston (ultimo turno)
4. Jurij Rodionov (primo turno)

1. Arthur Rinderknech (primo turno)
2. Maximilian Marterer (primo turno)
3. Roberto Bautista Agut (primo turno)
4. Grégoire Barrère (primo turno)

## Qualificati
1. David Goffin
2. Maxime Cressy

1. Denis Shapovalov
2. Zizou Bergs

## Tabellone

### Sezione 1
|  | Primo turno | Primo turno      | Primo turno      | Primo turno | Primo turno |  |  | Ultimo turno | Ultimo turno | Ultimo turno | Ultimo turno | Ultimo turno |  |
|  |             |                  |                  |             |             |  |  |              |              |              |              |              |  |
|  | 1           | Luca Van Assche  | Luca Van Assche  | 3           | 3           |  |  |              |              |              |              |              |  |
|  | WC          | Gijs Brouwer     | Gijs Brouwer     | 6           | 6           |  |  | WC           | Gijs Brouwer | Gijs Brouwer | 68           | 2            |  |
|  |             | David Goffin     | David Goffin     | 6           | 6           |  |  |              | David Goffin | David Goffin | 7            | 6            |  |
|  | 8           | Grégoire Barrère | Grégoire Barrère | 4           | 2           |  |  |              |              |              |              |              |  |

### Sezione 2
|  | Primo turno | Primo turno        | Primo turno       | Primo turno | Primo turno |  |  | Ultimo turno | Ultimo turno      | Ultimo turno | Ultimo turno | Ultimo turno |  |
|  |             |                    |                   |             |             |  |  |              |                   |              |              |              |  |
|  | Alt         | Pablo Llamas Ruiz  | Pablo Llamas Ruiz | 6           | 7           |  |  |              |                   |              |              |              |  |
|  | WC          | Guy den Ouden      | Guy den Ouden     | 4           | 5           |  |  | Alt          | Pablo Llamas Ruiz | 7            | 4            | 4            |  |
|  |             | Maxime Cressy      | 6                 | 3           | 6           |  |  |              | Maxime Cressy     | 6            | 6            | 6            |  |
|  | 5           | Arthur Rinderknech | 3                 | 6           | 3           |  |  |              |                   |              |              |              |  |

### Sezione 3
|  | Primo turno | Primo turno         | Primo turno         | Primo turno | Primo turno |  |  | Ultimo turno | Ultimo turno     | Ultimo turno     | Ultimo turno | Ultimo turno |  |
|  |             |                     |                     |             |             |  |  |              |                  |                  |              |              |  |
|  | 3           | Hugo Gaston         | Hugo Gaston         | 6           | 6           |  |  |              |                  |                  |              |              |  |
|  | WC          | Thijs Boogaard      | Thijs Boogaard      | 3           | 3           |  |  | 3            | Hugo Gaston      | Hugo Gaston      | 4            | 0            |  |
|  |             | Denis Shapovalov    | Denis Shapovalov    | 7           | 6           |  |  |              | Denis Shapovalov | Denis Shapovalov | 6            | 6            |  |
|  | 6           | Maximilian Marterer | Maximilian Marterer | 5           | 4           |  |  |              |                  |                  |              |              |  |

### Sezione 4
|  | Primo turno | Primo turno           | Primo turno           | Primo turno | Primo turno |  |  | Ultimo turno | Ultimo turno    | Ultimo turno    | Ultimo turno | Ultimo turno |  |
|  |             |                       |                       |             |             |  |  |              |                 |                 |              |              |  |
|  | 4           | Jurij Rodionov        | Jurij Rodionov        | 4           | 65          |  |  |              |                 |                 |              |              |  |
|  |             | Zizou Bergs           | Zizou Bergs           | 6           | 7           |  |  |              | Zizou Bergs     | Zizou Bergs     | 6            | 7            |  |
|  |             | Giulio Zeppieri       | Giulio Zeppieri       | 6           | 6           |  |  |              | Giulio Zeppieri | Giulio Zeppieri | 3            | 5            |  |
|  | 7           | Roberto Bautista Agut | Roberto Bautista Agut | 3           | 4           |  |  |              |                 |                 |              |              |  |